# Saab Gripen
Die Saab JAS 39 Gripen (Kurzform Gripen, schwedisch für „der Greif“) ist ein einstrahliges Mehrzweckkampfflugzeug des schwedischen Herstellers Saab und der Nachfolger der Saab JA 37 Viggen. Die Bezeichnung JAS steht für Jakt, Attack och Spaning (schwedisch für „Jagd, Angriff und Aufklärung“).
Der Erstflug der Saab 39 fand 1988 statt; die Version JAS 39C/D ist seit 2005 bei der schwedischen Luftwaffe (Flygvapnet) im Einsatz. Außerdem fliegen die Luftstreitkräfte von Südafrika, Ungarn, der Tschechischen Republik, Brasilien und Thailand die Gripen. Die Testpilotenschule des Vereinigten Königreichs (Empire Test Pilots School) betreibt zu Ausbildungszwecken ebenfalls eine Gripen.

## Entwicklung

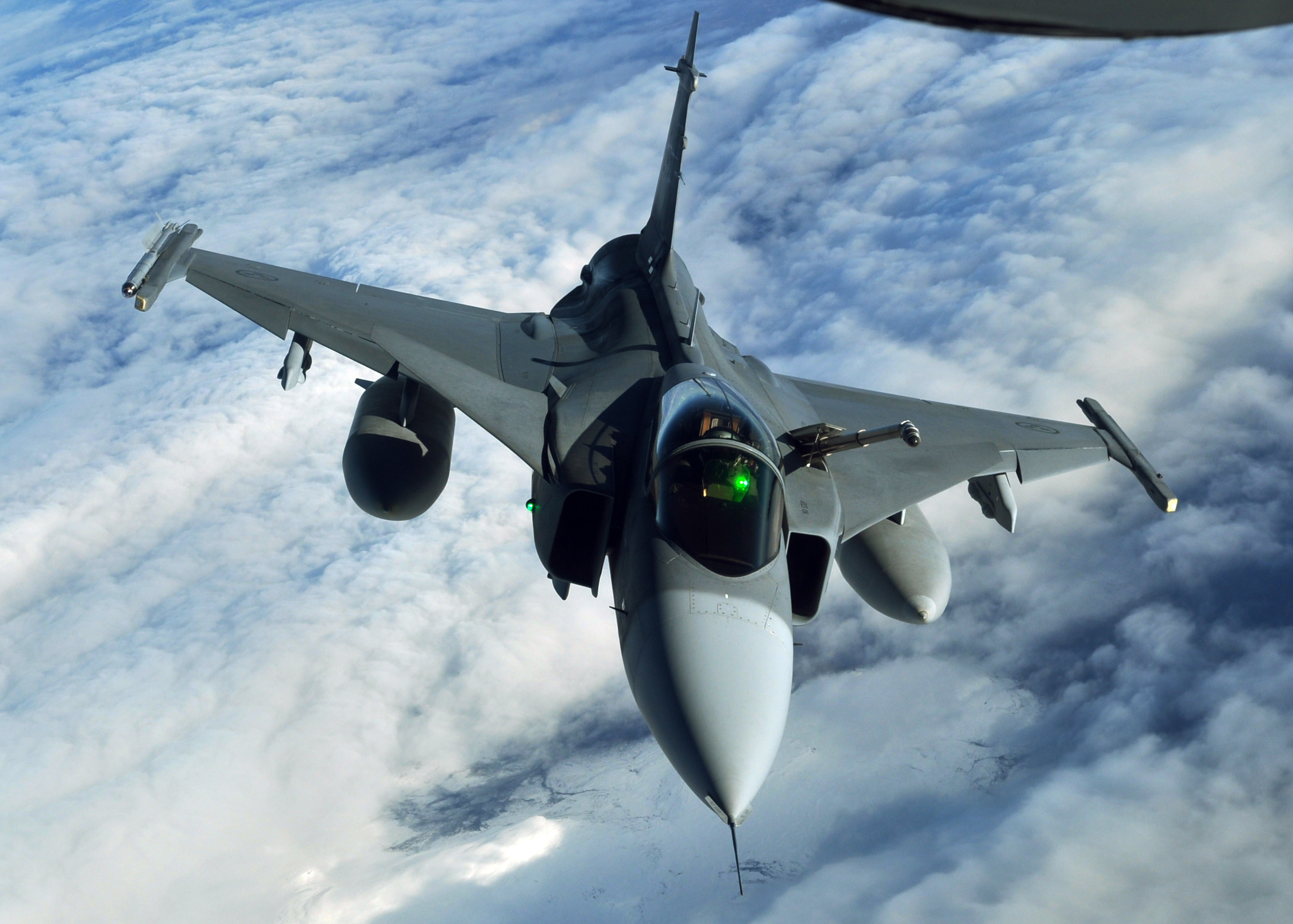
Eine schwedische JAS 39 Gripen nach einer Luftbetankung

Gebaut wird das Flugzeug von einer Tochtergesellschaft der SAAB AB, der „Gripen International“ (Kooperation zwischen „Saab Technologies“ und BAE Systems) im schwedischen Linköping. Der Großteil des Flugzeuges wird in Schweden gefertigt und endmontiert. Weitere Komponenten stammen hauptsächlich von europäischen Firmen, einige Teile jedoch aus den Vereinigten Staaten und Südafrika. Zur Entwicklung der Maschine schlossen sich Saab, Volvo, Ericsson und FFV Aerotech zur Industriegruppe JAS zusammen. Diese legte 1981 einen ersten Entwurf vor. Die ersten Systemerprobungen begannen 1984, und im Februar 1986 war das erste Mock-up fertig. Der Rollout erfolgte am 26. Februar 1987. Am 9. Dezember 1988 startete Stig Holmström mit dem ersten Prototyp zum Erstflug. Nach dessen Absturz flog der zweite Prototyp am 4. Mai 1990. Fünf Prototypen (der letzte flog erstmals im Oktober 1991), eine Zelle für statische Versuche und zwei Kabinen für Versuche mit dem Schleudersitz wurden gebaut. Die Erprobung dauerte wegen zweier Abstürze und Problemen mit der US-amerikanischen Fly-by-wire-Software länger als geplant. Die Saab 39 wurde 1993 von den schwedischen Luftstreitkräften auf dem Flugplatz von Linköping in Dienst gestellt. Die erste Doppelsitzermaschine flog am 29. April 1996.
In den 2010er Jahren begann die Entwicklung einer nächsten Gripen-Generation, der Gripen „NG“. Die schwedische Regierung plant die Beschaffung von 60 Gripen E; unklar ist, ob bereits ausgelieferte Gripen C umgerüstet werden oder ob die Flygvapnet mit neu gebauten Luftfahrzeugen ausgerüstet wird.

## Beschreibung
Die Saab 39 ist ein schwedisches Mehrzweckkampfflugzeug, das als Ein- und Doppelsitzer verfügbar ist. Es ist für den harten Wintereinsatz auch auf Behelfspisten, Autobahnen und unbefestigten Straßen ausgelegt. Zudem erfüllt es die Forderungen nach hoher Zuverlässigkeit, einfacher Wartung (zum Teil durch Wehrpflichtige) und universellem Einsatz. Bei besonders kalter Witterung lässt sich die Maschine – nach vergleichsweise kurzer Anheizphase mit dem Hilfstriebwerk – rasch in die Luft bringen. Auch auf schwierigen Bodenverhältnissen stellen Start und Landung für erfahrene Piloten kein größeres Problem dar. Die Kosten einer Flugstunde wurden von der südafrikanischen Luftwaffe (SAAF) 2012 mit 10.000 US-Dollar angegeben.
Da sich die Entwicklung für Saab nur bei einer Produktion von deutlich über 200 Stück finanziell lohnt, wurden bislang 68 Exemplare an andere, zu jenem Zeitpunkt blockfreie Staaten wie Südafrika, Ungarn, Tschechien und Thailand veräußert beziehungsweise verleast.

## Technik

### Konstruktion
Bei dem Flugzeug handelt es sich um einen Mitteldecker mit an der Vorderkante um 45° gepfeilten Deltaflügeln mit Sägezahn und beweglichen Canards an den seitlichen Lufteinläufen. Die Canards dienen nicht nur der Manövrierfähigkeit, sondern können auch zur Verkürzung der Landestrecke benutzt werden. Im hinteren Teil des Rumpfes sind zusätzlich zwei Bremsklappen angebracht. Zur Erweiterung der Reichweite verfügt die Maschine über eine einziehbare Tanksonde auf dem linken Lufteinlass zur Luftbetankung. Das Fahrwerk besteht aus einem doppelt bereiften Bug- und zwei einfach bereiften Hauptfahrwerken. Die Avionik besteht aus einem Puls-Doppler-Radar PS-05/A von Ericsson/GEC-Marconi mit mehreren Betriebsarten (look-down, shoot-down) und einer Erfassungsreichweite von etwa 120 km, einem Ericsson-SDS-80-Zentralcomputer mit etwa 40 Prozessoren und einem MIL-1553B-Standardbus. Gesteuert wird die Maschine über ein Fly-by-wire-System. Im Cockpit stehen verschiedene Multifunktionsbildschirme und ein Weitwinkel-Head-Up-Display von Kaiser Electronics zur Verfügung. Das Flugzeug besteht zu etwa dreißig Prozent aus Verbundwerkstoffen. So bestehen die Canards und einige Verkleidungen des Rumpfes sowie Teile der Tragflächen, der Seitenflosse, der Ruder und die Landeklappen aus kohlenstofffaserverstärkten Kunststoffen. Das Radom wird aus glasfaserverstärkten Kunststoffen gefertigt, während für den Rumpf eine Aluminiumlegierung und für die Tragflächenanschlüsse eine Titanlegierung verwendet wird.

### Triebwerk
Bei den JAS 39A und B wird ein Volvo Aero RM12 – ein verbessertes F404-Triebwerk von General Electric mit Nachbrenner – eingesetzt. Für die JAS 39C/D wurde das verbesserte Volvo RM12UP verwendet. 2007 wurde die Möglichkeit der Nachrüstung mit einem GE-F414G-Triebwerk geprüft. Der erste Testflug mit diesem Triebwerk fand 2008 statt und wird bei der JAS 39E/F („Gripen NG“) eingesetzt. Die Lufteinläufe der Triebwerke sind nicht verstellbar.
- Volvo Aero RM12
- Volvo Aero RM12UP
- General Electric F414G

### Sicherheits- und Rettungssysteme
Sprengschnur
Im oberen Teil der Cockpithaube ist eine Sprengschnur eingearbeitet, um im Falle eines Ausstieges mit dem Schleudersitz durch eine kontrollierte Zerlegung der Haube Verletzungen des Piloten vorzubeugen.
Schleudersitz
Für den Notausstieg bei Unterschallgeschwindigkeit sind für die Piloten vollautomatische Martin-Baker-Mk.10LS-Schleudersitze eingebaut. Der gasbetriebene Schleudersitz verfügt neben dem Piloten-Fallschirm auch über einen Anschluss für die Anti-g-Hose, einen Sauerstoffanschluss sowie ein Überlebenspaket. 2007 gab es Probleme mit einem ungewollten Ausschuss, als offenbar der Anti-g-Anzug den Auslösegriff bei hoher g-Beschleunigung betätigte.
Airbag
Für den Piloten im zweiten Cockpit (bei den Doppelsitzvarianten) ist ein Airbag im Frontpanel eingebaut, um ihn beim Ausstieg des vorne sitzenden Piloten mit dem Schleudersitz vor Splittern der berstenden Cockpithaube zu schützen.
ABS
Das Fahrwerk der Saab 39 verfügt über Bremsen mit ABS, um auf den schwedischen Behelfsstartbahnen bei schlechten Pistenverhältnissen und auf kurzen Strecken starten und landen zu können.

### Bewaffnung
Festinstallierte Bordkanone

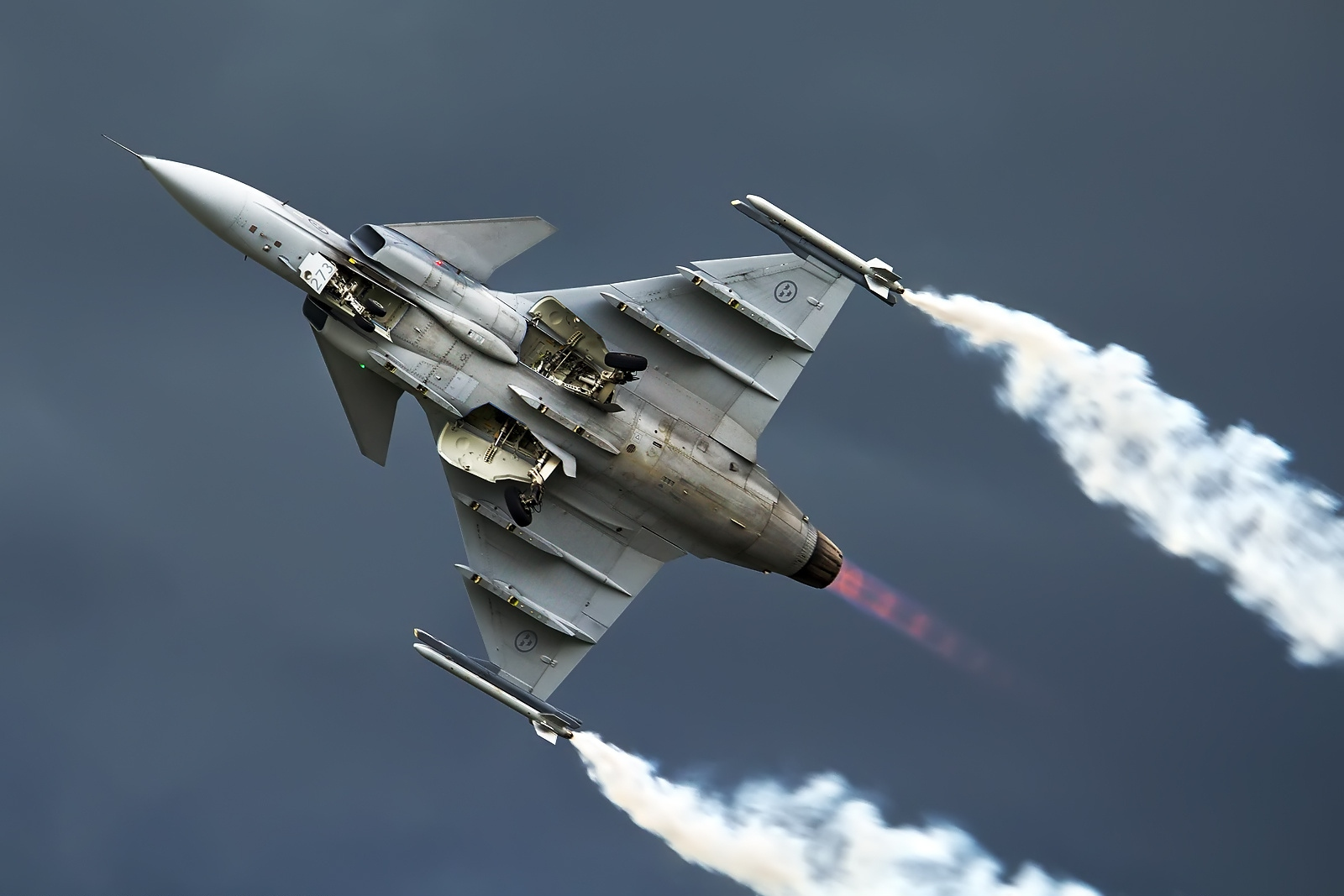
Die Aufhängepunkte der Bewaffnung

- 1 × 27-mm-Revolver-Maschinenkanone AKAN Mauser BK-27 mit 120 Schuss Munition (nur in einsitzigen Maschinen)

Bewaffnung an Außenlaststationen
Zudem kann an vier Unterflügelstationen, zwei Flügelendenschienen und zwei Unterrumpfstationen eine Vielzahl verschiedener Waffen mit einem maximalen Gesamtgewicht von 4200 kg mitgeführt werden. Bei der Version Gripen E mit dem stärkeren Triebwerk stehen zwei zusätzliche Unterrumpfstationen zur Verfügung und das Gesamtgewicht steigt auf 5200 kg.
Luft-Luft-Lenkflugkörper
- 6 × LAU-7-Startschiene für je eine RB 74 (Robotsystem 74, schwedische Lizenzproduktion der Raytheon AIM-9L „Sidewinder“) – infrarotgesteuert für Kurzstrecken
- 6 × MML-Startschiene für je eine Raytheon AIM-9L/I „Sidewinder“ – infrarotgesteuert für Kurzstrecken
- 6 × MML-Startschiene für je eine RB 98 (Robotsystem 98, Diehl BGT Defence „IRIS-T“) – infrarotgesteuert für Kurzstrecken
- 4 × MML-Startschiene für je eine RB 99 (Robotsystem 99, schwedische Lizenzproduktion der Raytheon AIM-120B „AMRAAM“) – radargesteuert für Mittelstrecken
- 4 × MML-Startschiene für je eine Raytheon AIM-120C-5 AMRAAM – für Exportversion, radargesteuert für Mittelstrecken
- 4 × MML-Startschiene für je eine MBDA Meteor – radargesteuert für Mittelstrecken
- 6 × Startschiene für je eine Kentron V3E A-Darter (für südafrikanische Maschinen) – infrarotgesteuert für Kurzstrecken
- 4 × Startschiene für je eine Kentron V4 R-Darter (für südafrikanische Maschinen) – radargesteuert für Kurzstrecken

Luft-Boden-Lenkflugkörper
- 4 × LAU-117A-Startschiene für je eine Saab RB 75TV (Robotsystem 75, schwedische Lizenzproduktion der AGM-65B „Maverick“) – elektro-optisch gesteuert zur Panzerbekämpfung
- 4 × LAU-117A-Startschiene für je eine Raytheon AGM-65D/G/H „Maverick“ – wärmebildgesteuert zur Panzerbekämpfung
- 2 × Saab Bofors/Diehl BGT RBS-15F Mk.3 (Robotsystem 15) – radargesteuert zur Schiffsbekämpfung

Gelenkte Bomben
- 4 × Lockheed-Martin GBU-12C/B „Paveway II“ (lasergelenkte 227-kg-Gleitbombe)
- 4 × GBU-16B/B „Paveway II“ (lasergelenkte 454-kg-Gleitbombe)
- 2 × GBU-10E/B „Paveway II“ (lasergelenkte 907-kg-Gleitbombe)

Ungelenkte Luft-Boden-Raketen
- 4 × Bofors-ARAK-70-Raketen-Rohrstartbehälter für je sechs ungelenkte Luft-Boden-Raketen; Kaliber 135 mm

Ungelenkte Bomben
- 8 × Mark 82 (227-kg-Freifallbombe)
- 8 × M51 (120-kg-Freifallbombe)
- 2 × Bombkapsel BK 90 „Mjolner“ (DASA DWS 39, trägheitsnavigationsgelenkte 600-kg-Gleit-/Schüttbombe mit 72 × MJ-1-Splittergranaten gegen Panzerverbände)

Elektronik-Zusatzbehälter
- 1 × Rafael/Northrop-Grumman AN/AAQ-28(V) „Litening G.III“-Zielbeleuchtungsbehälter (Forward Looking Infrared-Pod mit Wärmebildgerät, TV-Kamera, Laserpeiler sowie Lasersuch- und Folgesystem)
- 1 × Vinten Vicon 18/72C Aufklärungs- und Überwachungsbehälter (mittlerweile durch SPK39 ersetzt)
- 1 × Rafael RECCELITE-Aufklärungsbehälter
- 1 × Saab SPK39 (SLAR-Aufklärungsbehälter)
- 1 × Saab-Ericsson „BOQ-X300“ (EKF-Störbehälter; nur JAS 39A/B)
- 1 × Ericsson „Eriejammer A110“ (EKF-Störbehälter; nur JAS 39A/B)
- 1 × Ericsson „Eriejammer 200“ (EKF-Störbehälter; nur JAS 39A/B)

Treibstofftanks
- 3 × abwerfbare Zusatz-Treibstofftanks mit 1700 Litern Kerosin (nur JAS 39E „Gripen NG“)
- 3 × abwerfbare Zusatz-Treibstofftanks mit 1400 Litern Kerosin (nur JAS 39EBS)
- 3 × abwerfbare Zusatz-Treibstofftanks mit 1100 Litern Kerosin
- 3 × abwerfbare Zusatz-Treibstofftanks der Saab 35 Draken mit 530 Litern Kerosin (nur Prototypen)

Geplante Erweiterungen des Waffenarsenals
- 2 × „TAURUS“ KEPD-150 (Marschflugkörper)
- 2 × Kentron MUPSOW
- 2 × Kentron RAPTOR
- 2 × BRU-61/A Bombenracks für je 4 × GBU-39 (Small Diameter Bomb)
- 4 × Lockheed-Martin GBU-49 „Paveway II“ (lasergelenkte 227-kg-Gleitbombe)

### Selbstverteidigungssysteme
Die Saab 39 ist mit dem integrierten IDAS-3-Selbstverteidigungssystem ausgestattet, das bei Bedarf automatisch Gegenmaßnahmen ergreifen kann.
Radarwarner:
Die Enden der Startschienen an den Tragflächenspitzen tragen insgesamt vier SAAB-Electronics-BOW-21- oder RWS-300-Radarwarnsensoren. Zusätzlich ist ein Radarwarnempfänger in der Heckflosse untergebracht.
Laserwarner:
Im Rumpf sind mittig vier Saab-LWS-310-Laser-Warngeräte verbaut.
Raketenanflugwarner:
Vor und hinter der Flügelwurzel sind in der Gripen NG insgesamt vier Raketenanflugwarnsensoren (MAW) des Typs Saab MAW-300 eingebaut.
Täuschkörper:
An den Startschienen unter den Tragflächen können insgesamt vier Täuschkörperwerfereinheiten Saab BOP-C mit 8, 20 oder 40 Täuschkörpern befestigt werden. Die Täuschkörper sind plättchenartig gefertigt und haben eine neuere chemische Wirkungsweise. Im Rumpf sind zwei Täuschkörperwerfereinheiten Saab BOP-L mit 23, 29, 31 oder 39 1"×1"-Täuschkörpern montiert. CelsiusTech-„Bo2D“-Radarschleppköder mit 100-m-Schleppseil an Waffenpylonen 2L oder 2R.
Elektronische Kriegsführungssysteme:
Das von Ericsson Saab Avionics eingebaute EWS39 („Electronic Warfare System 39“ ab Baulos 3) ist im Rumpf integriert. Es analysiert, identifiziert sowie priorisiert die Daten aller Sensoren (RWR, IFF und Radar) und bekämpft auf Wunsch die Bedrohungen automatisch.
TIDLS:
Fortgeschrittenes Datenübertragungssystem, das es dem Gripen-Pilot erlaubt, sich trotz ausgeschaltetem Radar mit Daten anderer Sensoren ein Bild der Lage zu machen. Weiter besitzen die JAS 39C/D das US-amerikanische Link-16-System, um mit NATO-Kampfflugzeugen kommunizieren zu können. Mit Link 16 ergibt sich die Möglichkeit, ein Ziel durch eine E-3 AWACS aufspüren zu lassen und die Lenkflugkörper ohne Einsatz des eigenen Radars abfeuern zu können.

## Produktion
Schweden
Bei Saab sollten nach dem Stand der Bestellungen von 2007 insgesamt 249 Gripen-Serienflugzeuge in Linköping gefertigt werden. Die Wartung der SAAF-Maschinen erfolgte nach Ablauf eines Vertrages mit SAAB größtenteils durch das südafrikanische Unternehmen Denel.
Brasilien
Die ersten 13 brasilianischen Exemplare (siehe weiter unten) sind komplett bei Saab in Schweden gebaut worden. Die folgenden Maschinen sind unter Beteiligung der Firma Embraer in Brasilien endmontiert worden. Dies umfasst die letzten acht Gripen E und sieben Gripen F eines ersten Loses ab Mitte 2020.

## Varianten

Saab JAS 39 Gripen

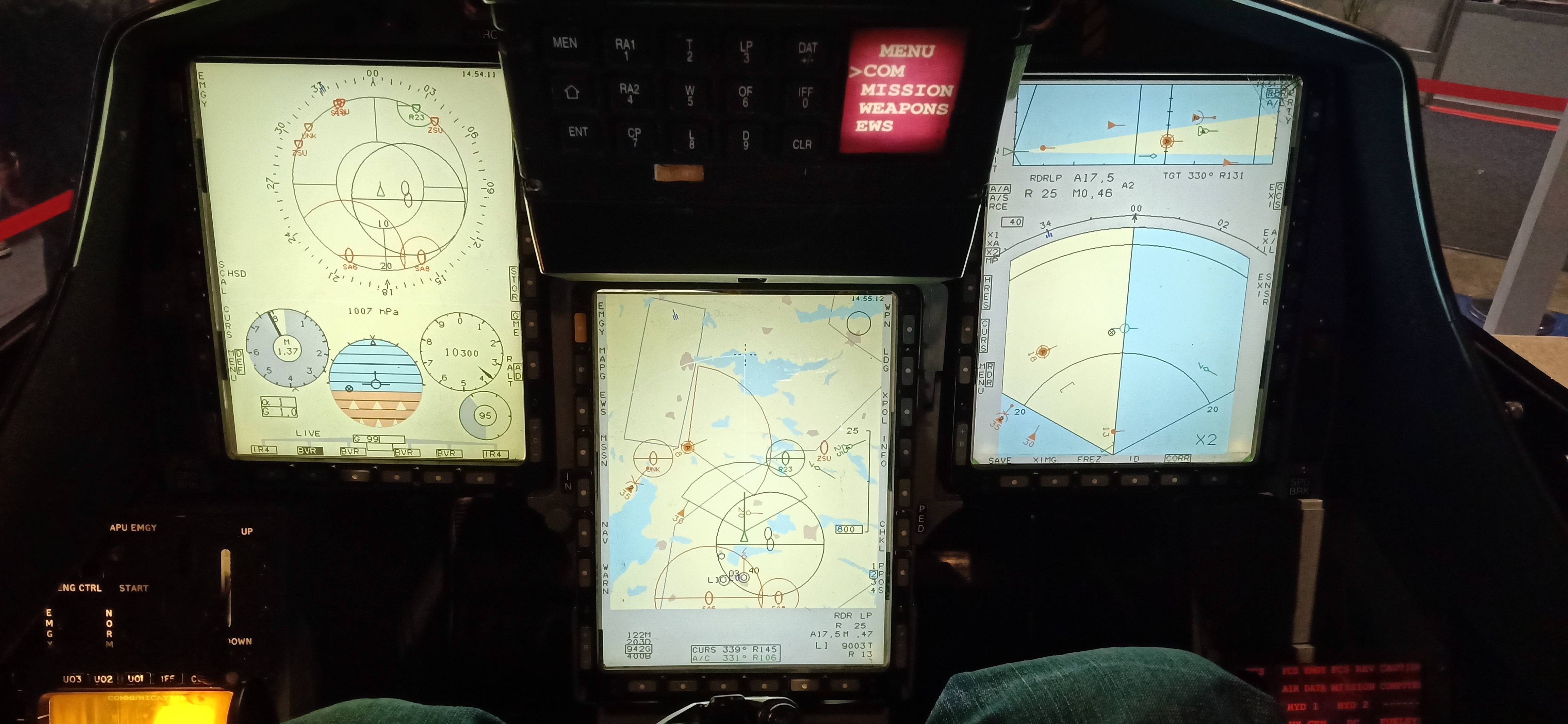
Glascockpit in der JAS-39C

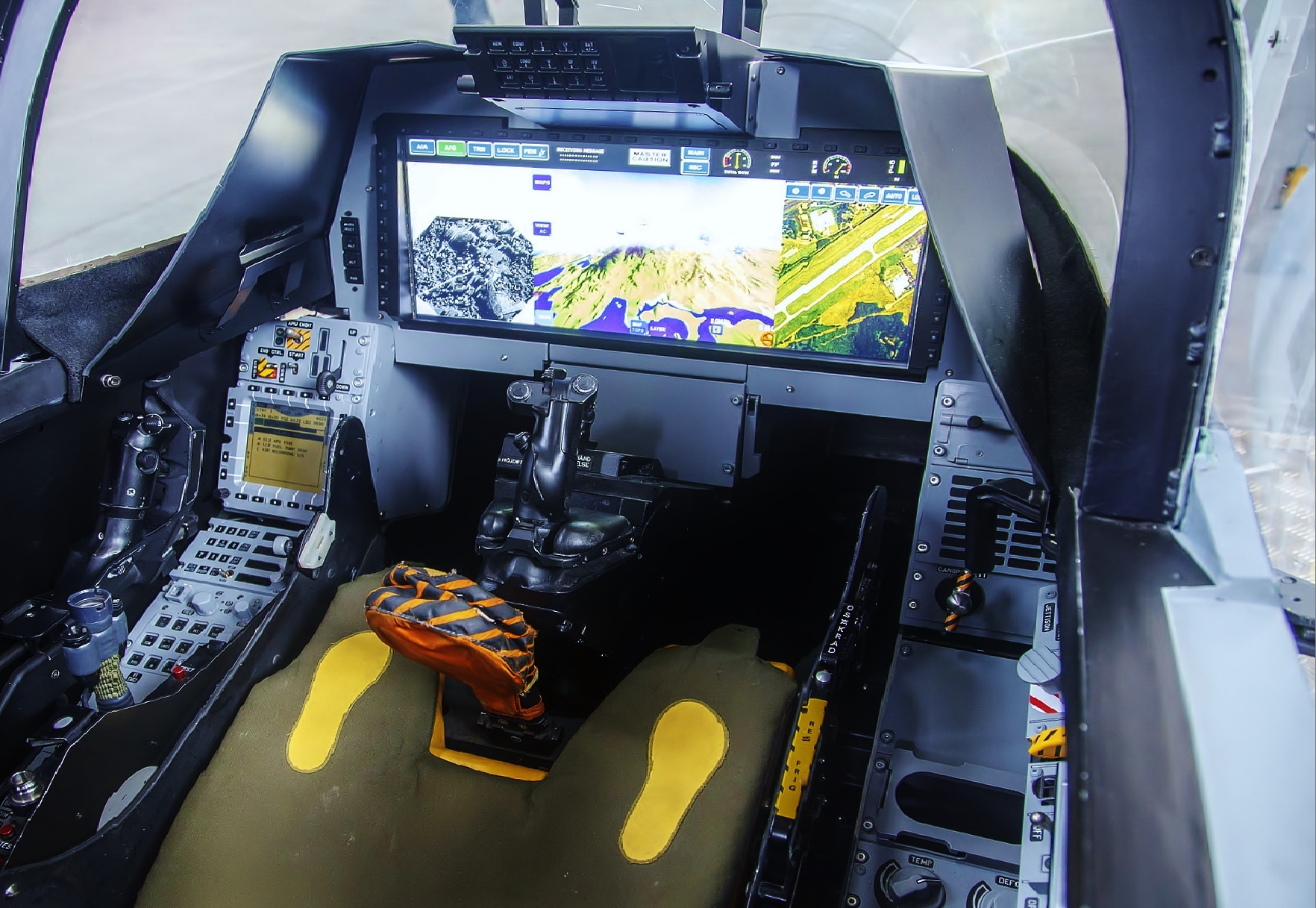
Cockpit der brasilianischen Gripen E

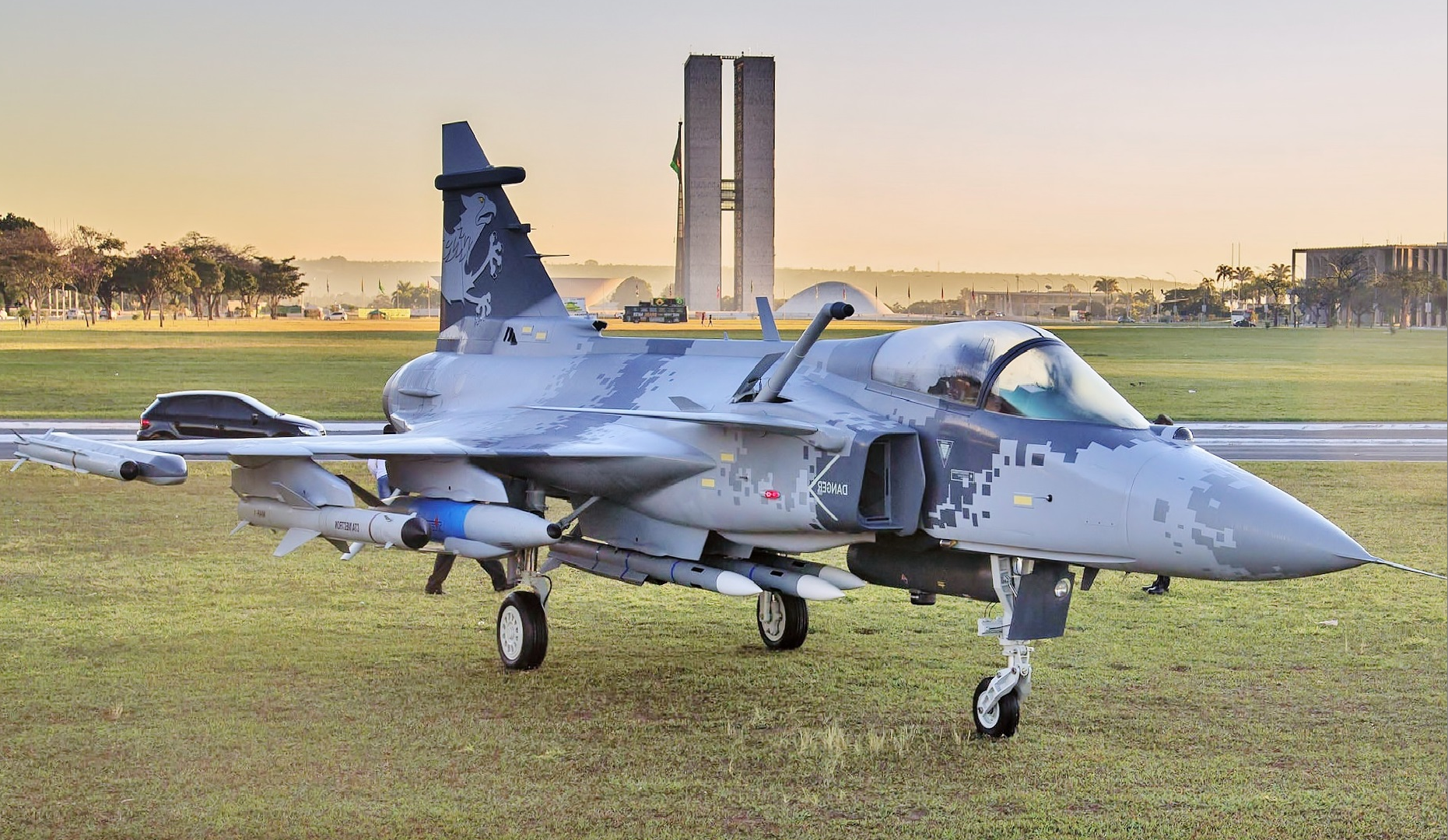
Saab „Gripen“ NG in Brasilien

JAS 39 „Gripen“
Diese fünf Testmaschinen umfassen die Prototypen mit den Produktionsnummern 39-101 bis 39-105. Weiter ist eine Zelle für Belastungstest gebaut worden. Die Testmaschinen wurden nach dem Abschluss der Tests ausgemustert. Die 39-102 ist im schwedischen Luftwaffenmuseum zu besichtigen.
JAS 39A „Gripen“
Erste Mehrzweckkampfflugzeugversion, kein Export. Cockpit mit mono-farbenen MFD, alles in schwedischer Sprache beschriftet. Unterschiede zwischen Batch-1- und Batch-2-Maschinen: Batch-2-Maschinen sind analog der JAS 39C des Batch 2 ausgerüstet.
JAS 39B „Gripen“
Zweisitzige Version der JAS 39A für Kampf- und Trainingseinsätze. Unterschied: fehlende Bordkanone, zweites baugleiches Cockpit hinter dem Piloten und kleinerer interner Treibstofftank.
JAS 39C „Gripen“
Verbesserte Version mit neuem Glascockpit, größeren MFD, neuer APU, OBO-Generator (Sauerstofferzeuger) und Flugbetankungssonde. Unterschiede zwischen Batch-2- und Batch-3-Maschinen: Batch 3 ist die Exportversion mit englisch beschriftetem Cockpit, erweiterter NATO-kompatibler Bewaffnung sowie verbessertem Triebwerk, FADEC und Link-16-Datenlink.
JAS 39D „Gripen“
Zweisitzige kampftaugliche Version der JAS 39C, die auch als Wild Weasel oder Drohnenleitstelle operieren soll.
JAS 39EBS „Gripen“
Bezeichnung für die JAS 39C/D für den Export. Die Bezeichnung EBS HU bedeutet „Export Baseline Standard Hungary“ und unterscheidet sich von den JAS 39C durch das Link-16-Datenlink, NATO-Pylons, größere Zusatztanks sowie NATO-Standardbewaffnung. Sämtliche Beschriftungen und Computersysteme sind in englischer Sprache vorhanden.
JAS 39NG
Die „Gripen NG“ (NG steht für Next Generation oder New Gripen) ist ein Testflugzeug und Technologiedemonstrator für die Systeme des JAS 39E und JAS 39F. Die Gripen NG ist eine JAS 39B, bei der in mehreren Schritten, Avionik, Flugsoftware, Waffenrechner, Radarwarner, Störsender Radar und Infrarotsensoren verbaut wurden. Damit entspricht die Gripen NG von der Ausrüstung her in ihrem Endzustand weitgehend der JAS-39F. Jedoch wurden die Flugzeugzelle, das Fahrwerk und das interne Tankvolumen unverändert von der JAS 39B / JAS 39D übernommen und entsprechen in diesen Punkten nicht der JAS 39F. Der Prototyp wurde am 23. März 2008 vorgestellt. Ein Testflug zur Demonstration der Supercruise-Fähigkeiten fand am 21. Januar 2009 über der Ostsee durch den Testpiloten Magnus Ljungdahl statt.
JAS 39E „Gripen“
Die JAS 39E ist eine modernisierte Variante der JAS 39C und erhielt verschiedene Neuerungen wie AESA-Radar, Täuschkörper, neuere Bewaffnung und neue Außenlaststationen. Diese Version weist eine auf 16.000 kg erhöhte Abflugmasse sowie 1000 kg mehr Zuladung auf. Sie besitzt das General-Electric-F414G-Triebwerk und hat 1400 l mehr Tankkapazität. Das Hauptfahrwerk der Maschine wird nun in einer Verkleidung unter dem Rumpf untergebracht, was durch die breitere Spur auch die Anbringung zweier zusätzlicher Aufhängungen am Rumpf mit maximal 910 kg Zuladung ermöglicht. Das Bugfahrwerk verfügt nur noch über ein Rad statt zweier Räder. Auch die Avionik (Radar mit elektronischer Strahlschwenkung, Selbstschutzsystem, Kommunikationssystem) wurde verbessert. Der Erstflug der Gripen E fand etwa ein Jahr nach dem Rollout am 15. Juni 2017 in Linköping mit Testpilot Marcus Wandt statt, der zweite und dritte Prototyp folgte am 26. November 2018 und am 11. Juni 2019.
Ende 2011 wurde die Beschaffung von 22 Stück der Versionen E (Einsitzer) durch den Schweizer Bundesrat beschlossen und 2013 vom Parlament ratifiziert. In der Volksabstimmung vom 18. Mai 2014 haben sich 53,4 % gegen die Finanzierungsvorlage und somit gegen die Anschaffung der Gripen-Jets ausgesprochen. In eine zweite Evaluation in der Schweiz in der ersten Jahreshälfte 2019 wurde Saab nicht einbezogen, weil im Gegensatz zu den anderen Flugzeugen (Dassault Rafale, Eurofighter Typhoon) kein bereits einsatzfähiges Flugzeug erprobt würde, auch wenn Saab betonte, dass „Gripen E […] Jahre vor der geplanten Auslieferung an die Schweiz in Dienst gestellt werden und alle geforderten Vorgaben erfüllen“ wird.
Eine Ausschreibung in Indien verlor Saab Anfang 2012 gegen die französische Rafale, von der Indien 126 Stück zum Preis von 12 Mrd. US-Dollar beziehen wird.
Am 15. April 2015 wurde bekannt, dass Brasilien sich mit Saab über den Kauf von 36 Kampfflugzeugen vom Typ Gripen E geeinigt habe. Der Vertrag sah eine enge Zusammenarbeit und einen Technologietransfer mit dem brasilianischen Flugzeughersteller Embraer vor. Brasilien sollte für die Flugzeuge 5,4 Mrd. US-Dollar (5 Mrd. Euro) zahlen. Außerdem wurde in Aussicht gestellt, die Maschine ab 2023 in Brasilien für den Export nach Lateinamerika und Afrika zu produzieren. Das erste brasilianische Flugzeug verblieb nach dem Erstflug im Herbst 2019 vorerst in Schweden, am 20. September 2020 traf es in Brasilien ein. Das erste Serienflugzeug soll bis Ende 2021 an die brasilianische Luftwaffe geliefert werden.
JAS 39F „Gripen“
Zweisitzige kampftaugliche Version der JAS 39E, die auch als Wild Weasel oder Drohnenleitstelle operieren soll. Unterschied: fehlende Bordkanone, zweites baugleiches Cockpit hinter dem Piloten und kleinerer interner Treibstofftank. SAAB stellte die JAS 39F noch in der Projektierungsphase vor. Im ersten Beschaffungsverlauf zeigte die Schweiz Interesse JAS 39E und JAS 39F zu beschaffen. Die Schwedische Luftwaffe zeigte zu dem Zeitpunkt kein Interesse an einer Beschaffung von JAS 39F da aus ihrer Sicht die vorhandenen JAS 39B und JAS 39D als Kampftrainer genügen. Daraufhin änderte die Schweiz ihren Beschaffungswunsch auf 22 JAS 39E. Als Brasilien sich zur Beschaffung der Gripen bekannte, insistierte die brasilianische Luftwaffe darauf, auch acht JAS 39F zu erhalten. Die JAS 39F werden vollumfänglich in Brasilien gebaut.
Weitere Varianten:
- JAS 39 „Gripen DK“: Alte Bezeichnung für die Gripen NG der geplanten Version für Dänemark
- JAS 39 „Gripen N“: Geplante Version für Norwegen, verbesserte JAS 39C/D
- JAS 39 „Super Gripen“: Alte Bezeichnung für die Gripen NG
- JAS 39X „Gripen“: Einstmals geplante Exportversion für die saudische RSAF; unterlag in der Evaluation gegen den Eurofighter Typhoon
- JAS 39 „Super Gripen IN“: Exportversion für Indien auf Basis der Gripen NG
- JAS 39M „Sea Gripen“: mögliche Exportversion für Indien und Brasilien für den Trägereinsatz (STOBAR und CATOBAR) auf Basis der Gripen E/F[15]

## Einsätze
Die Gripen absolvierte ihren ersten Kampfeinsatz im Rahmen des internationalen Militäreinsatzes in Libyen 2011. Schweden setzte ab dem 28. März acht, später fünf Flugzeuge von Sigonella aus für Aufklärungsmissionen über Libyen ein. Das damals noch neutrale Schweden beteiligte sich nicht an der Bekämpfung von Bodenzielen. Die Gripen absolvierten mit 40 % den Hauptanteil der Aufklärungsmissionen. In 650 Einsätzen und annähernd 2.000 Flugstunden wurden 150.000 Aufnahmen gemacht. Bei diesen Einsätzen erreichten die Gripen C eine Verfügbarkeit von über 92 %.
Ungarische und tschechische Gripen nehmen an Air Policing Baltikum teil.
Der erste Kampfeinsatz der Gripen geschah im Juli 2025, als zwei thailändische Gripen gemeinsam mit F-16-Jets im Rahmen des Grenzkonflikts zwischen Kambodscha und Thailand kambodschanische Stellungen angriffen.

## Nutzerstaaten
Brasilien
Força Aérea Brasileira: 40 (28 F-39E, 8 F-39F, 4 weitere), insgesamt 70 JAS 39E/F (lokale Bezeichnung F-39E/F) in zwei Losen geplant, Mix noch nicht festgelegt, Los 1 umfasst die ersten 40 Exemplare)
Die brasilianische Regierung bestellte bei Saab zunächst 36 Gripen NG. Der Vertrag wurde im September 2015 geschlossen und hat ein Volumen von 4,68 Milliarden Dollar. Im Geschäft inbegriffen ist ein umfangreicher Technologietransfer. Die zunächst 36 Flugzeuge des ersten Loses sollten ursprünglich zwischen von Ende 2018 und 2020 bei Embraer in Brasilien gebaut werden (21 teilweise und 15 komplett). Letztendlich begannen die Auslieferungen Ende 2021 bei Saab in Linköping. Sie kosten 39,3 Mrd. schwedische Kronen; die Bezahlung soll bis 2023 erfolgen. Bereits während der Olympischen Sommerspiele 2016 sicherten einige angemietete ältere Gripen C/D den Luftraum über Rio de Janeiro. Am Tag der offiziellen Indienststellung der ersten F-39E im Jahr 2022 wurde bekannt, dass das erste Los letztendlich 40 Exemplare umfassen soll. Die brasilianische Endmontagelinie wurde schließlich im Mai 2023 eröffnet.
Die Maschinen stehen bei folgenden Staffeln im Dienst: Base Aérea de Anápolis, Anápolis: Escuadrón Jaguares der Primer Grupo de Defesa Aérea (1° GDA) des (Geschwaders) Ala 2, seit 2022
 Peru
Fuerza Aérea del Perú: 24 JAS 39E/F. Die Auswahlentscheidung für 24 Flugzeuge erfolgte 2025.
 Schweden
Schwedische Luftstreitkräfte: 175 (75 JAS 39A, 14 JAS 39B, 70 JAS 39C, 14 JAS 39D, wovon 29 speziell für die Tschechische Republik, Ungarn und Großbritannien gebaut und verleast/vermietet worden sind, siehe unten, Auslieferung von 60 JAS 39E ab 2018 geplant).
 Südafrika
Südafrikanische Luftwaffe: 28 (19 JAS 39C, 9 JAS 39D). Auf dem Testgelände Overberg wollte der Hersteller für alle interessierten Kunden ab 2013 die Gripen Fighter Weapon School eröffnen, was mangels Interesse der SAAF zunächst nicht realisiert werden konnte.
 Ungarn
Ungarische Luftstreitkräfte: 18 (16 JAS 39C, 2 JAS 39D); Zunächst wurden 2003 14 ehemalige JAS 39A/B geleast, die zu JAS 39C/D im „Export Baseline Standard HU“ modernisiert (JAS 39EBS HU C/D) und bis 2007 geliefert wurden. Der ursprüngliche Vertrag wurde 2024 als Gegenleistung für die ungarische Zustimmung zum schwedischen NATO-Beitritt um vier weitere JAS 39 C erweitert.
 Tschechien
Luftstreitkräfte der Tschechischen Republik: 14 (12 JAS 39C+, 2 JAS 39D) Maschinen geleast bis 2027.
 Thailand
Royal Thai Air Force: 24 (8 JAS 39C, 4 JAS 39D, 3 JAS 39E, 1 JAS 39F plus geplant 8 weitere JAS 39E/F); Die ersten 6 JAS 39 C/D im Export Baseline Standard (EBS) am 17. Oktober 2007 bestellt und ab dem 22. Februar 2011 ausgeliefert wurden. Für die Bestellung der optionalen weiteren sechs JAS 39 C/D fehlte zunächst noch die Finanzierung. Im November 2010 war diese jedoch ebenfalls gesichert, so dass am 23. November 2010 diese Maschinen fix bestellt wurden. Die Lieferung wurde im September 2013 abgeschlossen. Im Juni 2025 formalisierte die RTAF die Auswahl von bis zu 12 Gripen der E/F-Baureihe.
 Vereinigtes Königreich
Royal Air Force: 1 (JAS 39D), Exemplar der schwedischen Luftwaffe, an die Empire Test Pilots’ School der Royal Air Force stundenweise seit 1999 vermietet. 2014 wurde die Vereinbarung zwischen der ETPS und Saab bis 2018 verlängert.

## Export
Das Flugzeug musste sich in diversen Ausschreibungen schon der Dassault Rafale und dem Eurofighter stellen. Diese Flugzeuge weisen zwar ein größeres Einsatzspektrum auf, sind aber in Anschaffung wie auch Unterhalt, allein wegen zweier Triebwerke, erheblich teurer als das schwedische Modell.

### Interessenten
Neben den gewonnenen Ausschreibungen (siehe oben) gab und gibt es weitere interessierte Nutzerstaaten.
- Botswana: Botswana war 2016 an der Beschaffung von 8–12 Gripen C/D interessiert.[35]
- Finnland: E-Version, zum Ersatz der McDonnell Douglas F/A-18C/D[36]. Am 10. Dezember 2021 gab die finnische Luftwaffe bekannt, sich für die F-35A entschieden zu haben.[37]
- Indien, E-Version, ursprünglicher Bedarf 126 MMRCA. Im Wettbewerb mit der F/A-18E/F Super Hornet, Eurofighter, General Dynamics F-16 und der MiG-35 in einer ersten Beschaffung über 36 MMRCA zugunsten Dassault Rafale ausgeschieden.[38][39] Weiterhin aussichtsreicher Kandidat für einen Folgeauftrag über 110 weitere Kampfjets.[40]
- Kanada: Kanada wollte im Frühjahr 2019 über neue Kampfflugzeuge im Wert von 19 Mrd. CAD entscheiden und erwog dabei auch die Saab Gripen E.[41]
- Kolumbien: Nach Interesse an der Gripen C/D in den 2010er Jahren ist Kolumbien inzwischen an der Beschaffung von bis zu 24 Gripen E/F interessiert.[42]
- Mexiko: Luftstreitkräfte, bereits für die Marine evaluiert, aus Kostengründen zurückgestellt und ein Kauf auch bis 2019 nicht in Betracht gezogen.[43]
- Österreich: Ursprünglich unterlag die Saab JAS 39 Gripen in einer Ausschreibung dem Eurofighter. Das Bundesheer plante 2017, seine 15 Eurofighter ab 2020 durch ein kostengünstigeres Flugzeug zu ersetzen. Die Gripen galt hierbei als aussichtsreichster Kandidat.[44][45]
- Philippinen: Luftstreitkräfte, Gripen C/D.[46]
- Ukraine[47]

### Ehemalige Interessenten
- Argentinien: War 2014 daran interessiert, Gripen E von der Endmontagelinie in Brasilien zu bestellen.[48] Saab schloss ein solches Geschäft aus, da es komplett den britischen Interessen widerspräche.[49]
- Australien: War daran interessiert die Gripen C/D zu bestellen,[50] entschied sich aber, die F-35 zu kaufen.[51][52]
- Belgien: Aufgrund außenpolitischer Gründe zog Schweden sich aus dem belgischen Wettbewerb, einen F-16-Ersatz zu finden, zurück.[53] Später bestellte Belgien die F-35.
- Bulgarien war am Gripen C/D interessiert, es wurde letztendlich die US-amerikanische F-16V bestellt.[54]
- Chile: 1999 bot Saab die Gripen an, letztendlich wurde die F-16 gekauft.
- Dänemark: Rücknahme des Angebots durch Saab am 21. Juli 2014;[55] später wurde die F-35 bestellt.
- Griechenland: Vertrag ging zugunsten der Rafale verloren.
- Kroatien: Aus finanziellen Gründen wurde die Gripen C/D, wie auch der Kauf von anderen gebrauchten Kampfjets ausgeschlossen, und dafür die bisher genutzten MiG-21 erneut in der Ukraine überholt; später wurden gebrauchte F-16C/D aus israelischen Beständen ausgewählt. Der Export wurde jedoch von den USA untersagt, weshalb Kroatien sich im Mai 2021 für zwölf gebrauchte Dassault Rafale entschieden hat. Diese sollten bis 2024 zu einem Preis von 999 Mio. EUR geliefert werden. Der Vertrag sollte noch in diesem Jahr unterzeichnet werden.
- Niederlande: Interesse an der verbesserten Version Gripen Next Generation, Bestellung jedoch für F-35 JSF[56][57][58]
- Norwegen: war 2008 an der Gripen interessiert,[59][60][61] schlussendlich wurde die F-35 gekauft.[62][63][64][65][66][67]
- Österreich: 2002 wurden 30 Gripen C/D als Ersatz für die Saab 35 Draken[68] angeboten, letztendlich wurden 15 Eurofighter Typhoon gekauft.[69]
- Pakistan: Pakistan war an der Gripen C/D interessiert, aber Schweden hat 2004 den Verkauf verboten.[70]
- Polen: War an der Gripen C/D interessiert, zugunsten der General Dynamics F-16 C/D Block 52+ ausgeschieden.[71] Später waren sie an der Gripen „NG“ (E) interessiert, entschieden sich aber für die F-35.[72]
- Rumänien: War an der Gripen C/D interessiert, hat aber zuletzt gebrauchte portugiesische F-16MLU gekauft.[73]
- Schweiz: 2014 hat die Gripen C/D die Evaluation gewonnen; in der erforderlichen Volksabstimmung zur Finanzierung der Beschaffung wurde diese 2014 abgelehnt . Im Zuge einer neuen Beschaffungsevaluation im Juni 2019 sagte Saab die Teilnahme kurzfristig ab, da eine lange bekannte Bedingung dafür war, dass es sich um ein voll einsatzfähiges Flugzeug handeln müsse, was bei Saab nach klar formulierten Vorbehalten des Verteidigungsministeriums zu diesem Zeitpunkt noch nicht der Fall war.[74]
- Slowakei: War an der Gripen C/D interessiert, jedoch wurden letztendlich US-amerikanische F-16V bestellt.[75]

## Zwischenfälle
Insgesamt sind seit 1989 neun Saab 39 verunglückt oder abgestürzt, dabei kam es zu sieben Totalverlusten.
1. Am 2. Februar 1989 verunglückte der erste Prototyp (39-1) bei der Landung. Der Testpilot erlitt lediglich einen Armbruch.
2. Am 8. August 1993 stürzte eine Gripen in der Innenstadt von Stockholm bei einer Flugshow neben der Brücke Västerbron auf Långholmen ab. Die Maschine wurde vom selben Piloten gesteuert, der bereits 1989 mit dem Prototyp verunglückt war, er stieg per Schleudersitz aus.
3. Am 20. September 1999 stürzte eine Gripen des Geschwaders F7 (Såtenäs) in den Väner-See. Der Pilot stieg per Schleudersitz aus.
4. Am 1. Juni 2005 stürzte eine Gripen des Geschwaders F17 (Ronneby) ab. Der Pilot stieg per Schleudersitz aus.
5. Am 19. April 2007 wurde während des Landeanfluges auf den Fliegerhorst Luleå der Schleudersitz einer Gripen JAS 39C ohne Zutun des Piloten ausgelöst. Der Pilot hatte unmittelbar vorher ein energisches Wendemanöver (ca. 8,8g) geflogen. Dabei wurde die Anti-g-Hose stark aufgebläht und hob dabei den zwischen den Knien des Piloten befindlichen Bügel zur manuellen Auslösung an.[76]
6. Am 19. Mai 2015 schoss eine ungarische Gripen während der Übung „Lion Effort 2015“ auf dem Militärflugplatz Čáslav in Tschechien über das Pistenende hinaus in ein Feld, der vordere Rumpfabschnitt wurde dabei abgerissen. Die Piloten retteten sich mit den Schleudersitzen und blieben unverletzt.[77][78]
7. Am 10. Juni 2015 verunglückte eine weitere Gripen der ungarischen Luftwaffe nahe ihrem Heimatstützpunkt Kecskemét, nachdem der Pilot Probleme mit dem Fahrwerk gemeldet hatte. Bei der Landung verlor er die Kontrolle über das Flugzeug und rettete sich mit dem Schleudersitz. Der Stabschef der ungarischen Luftstreitkräfte ordnete daraufhin ein Flugverbot für den Typ an.[79]
8. Am 14. Januar 2017 verunglückte bei einer Flugschau in Hat Yai (Thailand) eine Gripen 39C der Royal Thai Air Force. Der Pilot kam bei diesem Unfall ums Leben.[80]
9. Am 21. August 2018 kollidierte eine Gripen in Schweden mit einem Vogel und stürzte ab. Der Pilot konnte sich mit dem Schleudersitz retten.[81]

## Technische Daten
| Kenngröße                     | Daten der JAS 39A/B/C/D „Gripen“                                                                                      | Daten der JAS 39E/F „Gripen NG“                                                                                        |
| ----------------------------- | --- | --- |
| Länge                         | 14,10 m (Zweisitzer: 14,80 m)                                                                                         | 15,20 m (Zweisitzer: 15,90 m)                                                                                          |
| Spannweite                    | 8,40 m | 8,60 m |
| Flügelfläche                  | 25,54 m² | 31,1 m² |
| Flügelstreckung               | 2,76 | 2,76 |

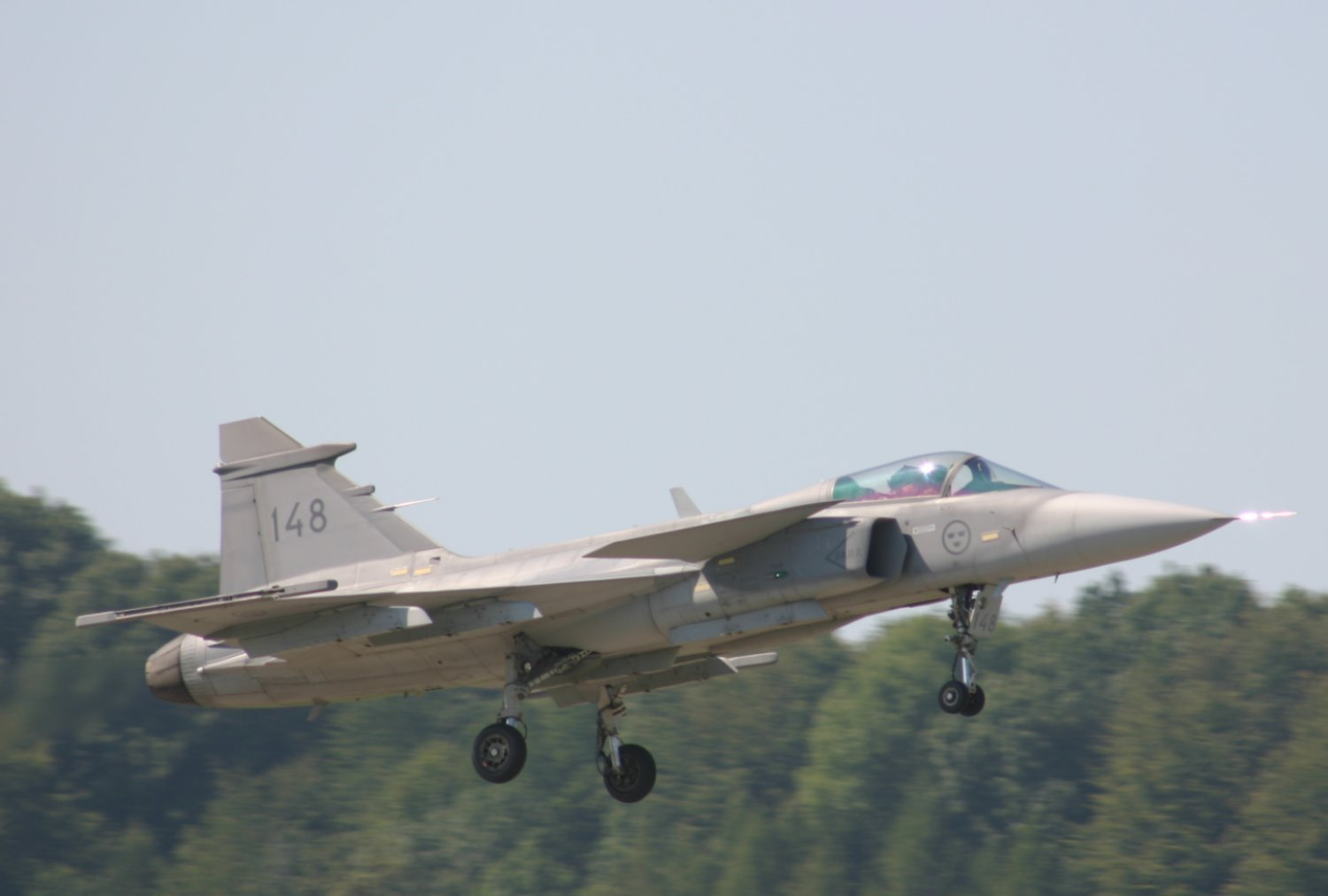
JAS 39 „Gripen“

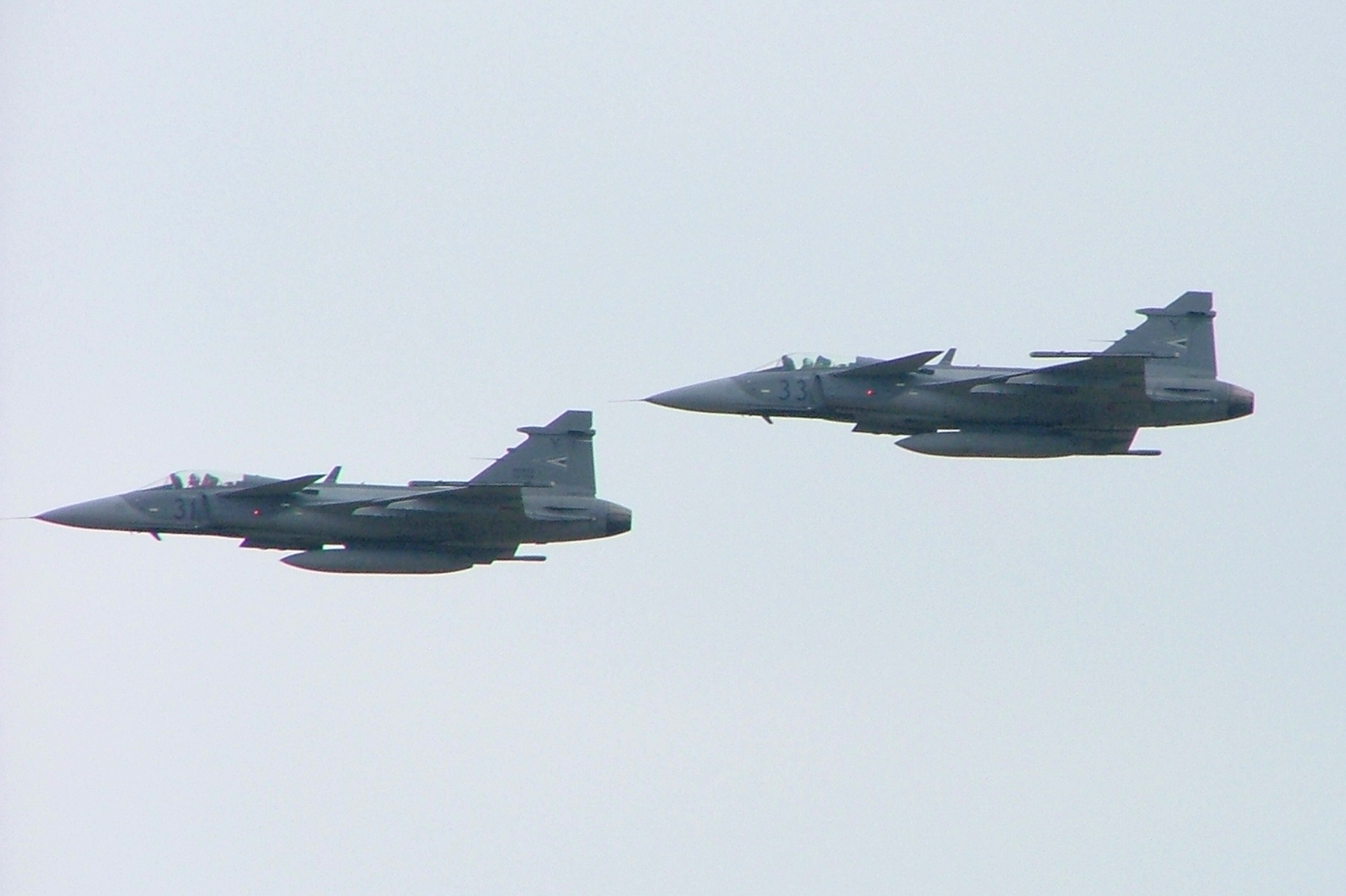
JAS 39 „Gripen“

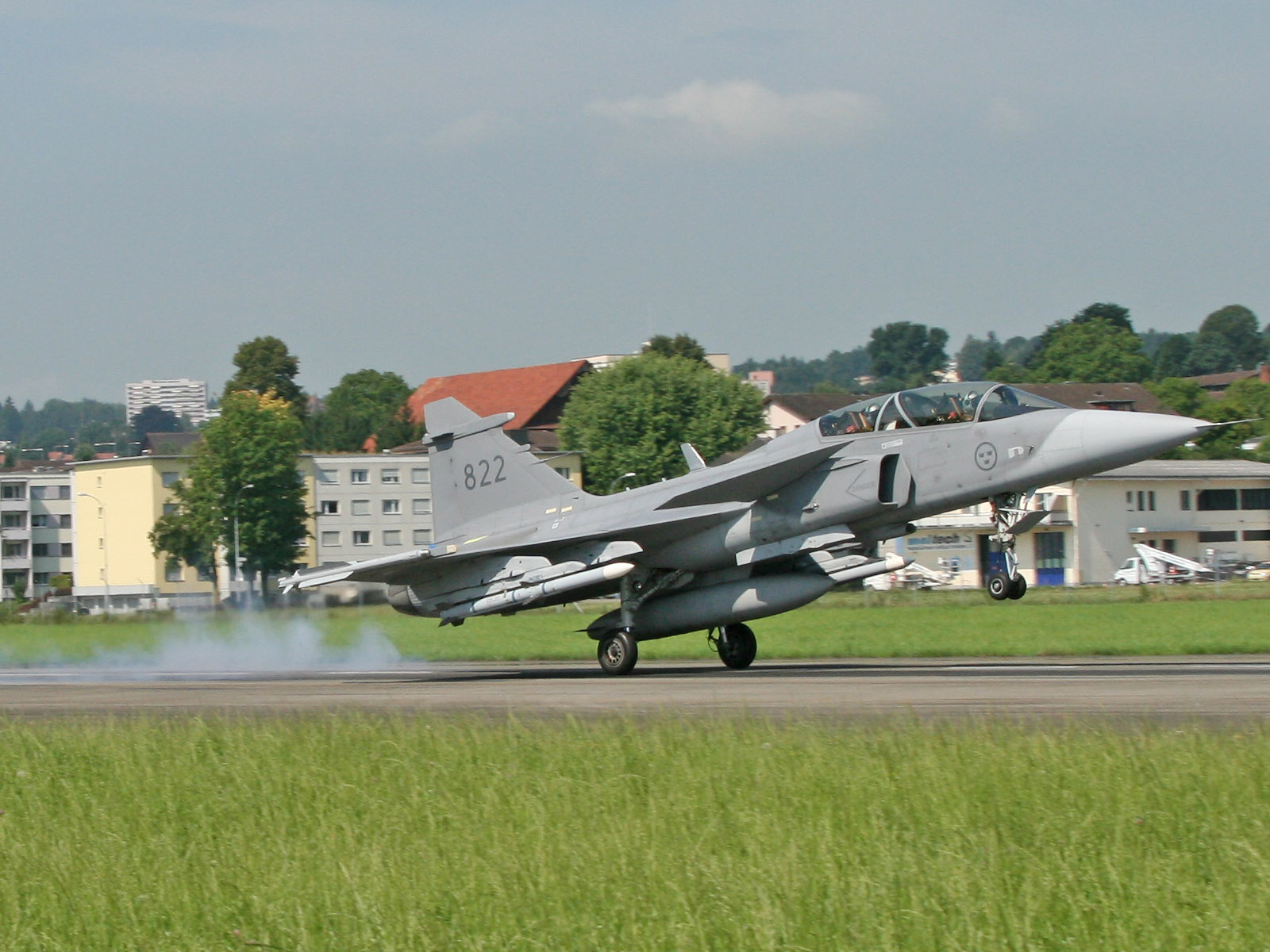
Svenska Flygvapnet JAS 39B „Gripen“ 822, 2008 in Emmen (CH)

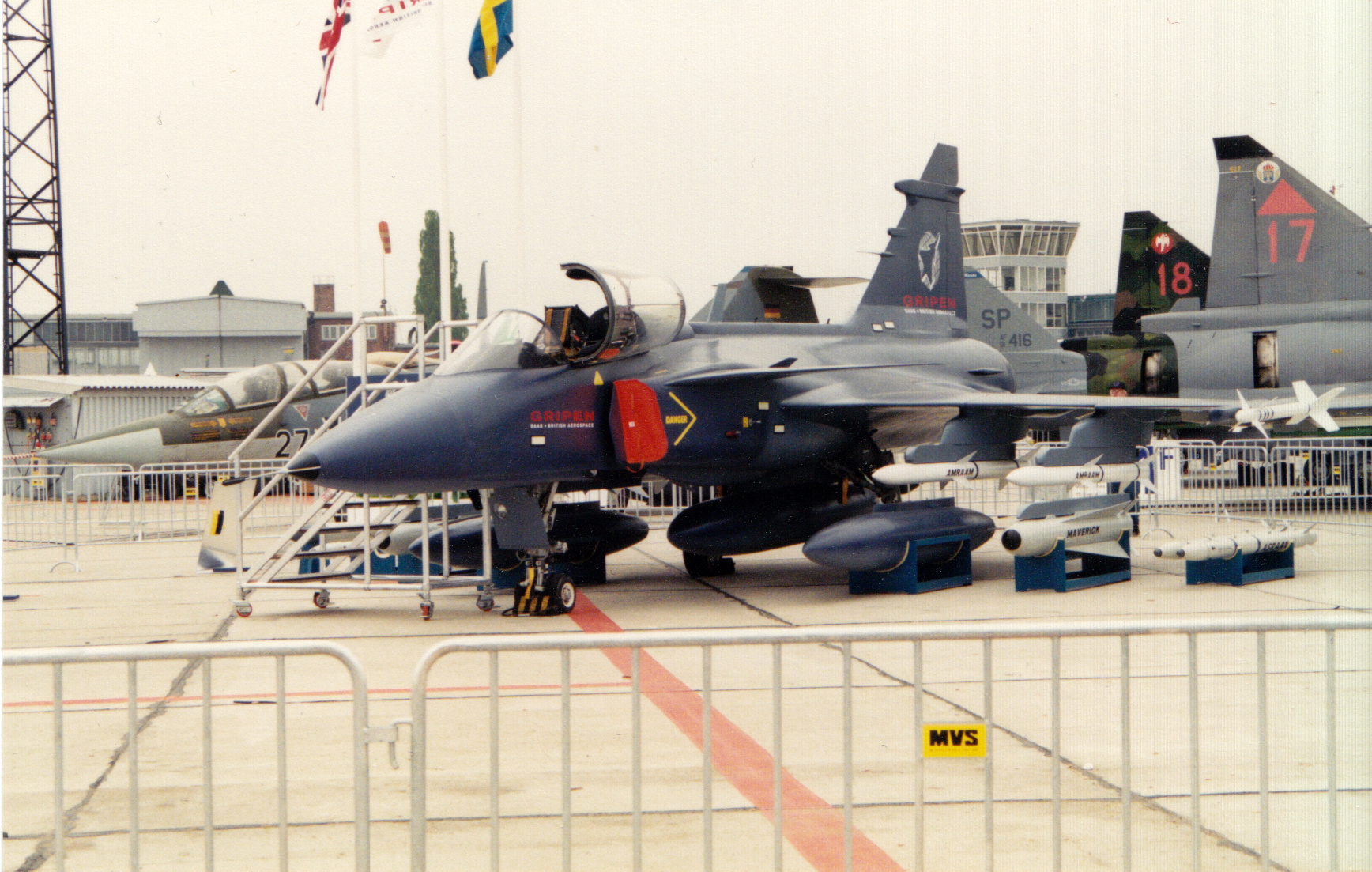
JAS 39 „Gripen“ auf der ILA 1998

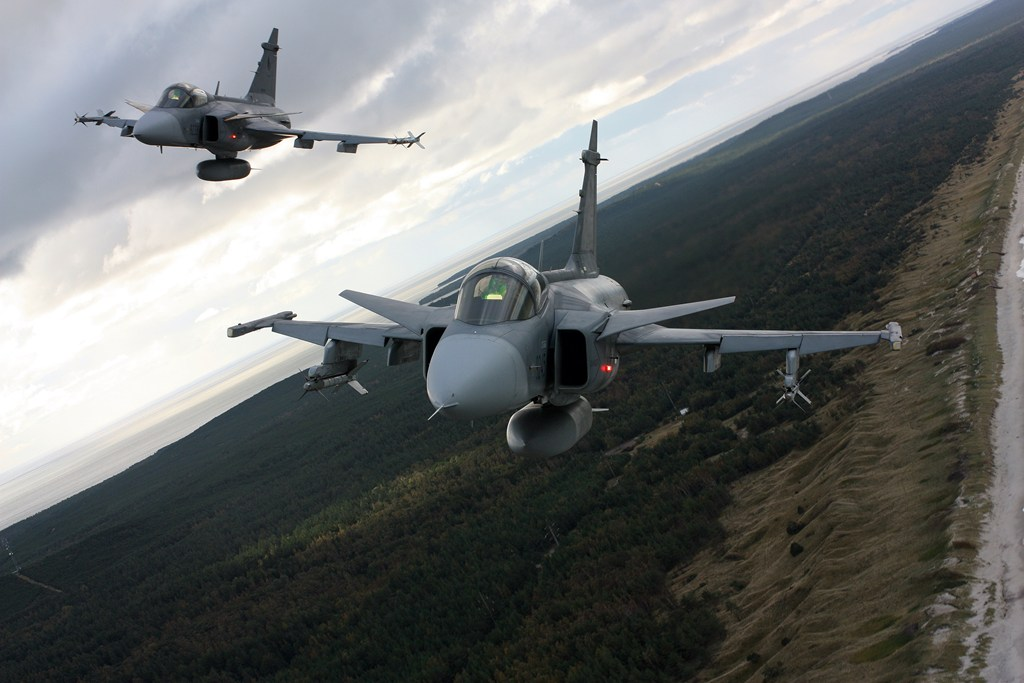
Tschechische JAS 39 „Gripen“ über der Kurischen Nehrung (2012)

| Tragflächenbelastung          | - minimal (Leermasse): 259 kg/m² - nominal (normale Startmasse): 341 kg/m² - maximal (maximale Startmasse): 548 kg/m² | - minimal (Leermasse): 244 kg/m² - nominal (normale Startmasse): 353 kg/m² - maximal (maximale Startmasse): 531 kg/m²  |
| Höhe                          | 4,70 m | 4,70 m |
| Leermasse                     | 6.622 kg | ca. 7.600 kg |
| normale Startmasse            | 8.720 kg | ca. 11.000 kg |
| max. Startmasse               | ca. 14.000 kg | ca. 16.500 kg |
| Tankkapazität                 | 2.821 l bzw. 2.268 kg (intern)                                                                                        | 4.221 l bzw. 3.394 kg (intern)                                                                                         |
| Treibstoffmassenanteil        | 0,260 | ca. 0,310 |
| G-Limits                      | −3/+9g | −3/+9g |
| Höchstgeschwindigkeit         | - Mach 2+ bzw. 2.130 km/h (auf optimaler Flughöhe) - Mach 1,2 bzw. 1.470 km/h (auf Meereshöhe)                        | - Mach 2+ bzw. 2.130 km/h (auf optimaler Flughöhe) - Mach 1,2 bzw. 1.470 km/h (auf Meereshöhe)                         |
| Marschgeschwindigkeit         | k. A. | Mach 1,2 |
| Dienstgipfelhöhe              | 15.240 m | höher als 16.000 m |
| max. Steigrate                | 254 m/s | k. A. |
| Einsatzradius                 | 700 km | 1.300 km im Luftüberwachungseinsatz                                                                                    |
| Überführungsreichweite        | 3.000 km (Luftbetankung bei JAS 39C/D möglich)                                                                        | 4.075 km (Luftbetankung möglich)                                                                                       |
| benötigte Startbahn/Landebahn | 800 m | 600 m |
| max. Waffenlast               | 4.200 kg | 5.200 kg |
| Triebwerk                     | ein Volvo Aero RM12 (ein F-404-Derivat)                                                                               | ein Mantelstromtriebwerk General-Electric F414GE-39E (F414G) (Kundenwunsch F414G EPE 120kN)                            |
| Schubkraft                    | - mit Nachbrenner: 80,54 kN - ohne Nachbrenner: 54,05 kN                                                              | - mit Nachbrenner: 97,88 kN in einem nicht definierten Entwicklungsstadium (F414G) 105 kN - ohne Nachbrenner: 63,47 kN |
| Schub-Gewicht-Verhältnis      | - maximal (Leermasse): 1,23 - nominal (normale Startmasse): 0,94 - minimal (maximale Startmasse): 0,58                | - maximal (Leermasse): 1,29 - nominal (normale Startmasse): 0,95 - minimal (maximale Startmasse): 0,62                 |
| Bordradar Hersteller/Typ      | Ericsson und GEC-Marconi / PS-05/A                                                                                    | Selex Galileo / ES05 Raven (AESA)                                                                                      |
| Systempreis                   | etwa 100 Millionen US-Dollar                                                                                          | etwa 100 Millionen US-Dollar 45–55 Millionen US-Dollar pro Flugzeug                                                    |
| Rettungssystem                | Schleudersitz Martin-Baker MB Mk.10LS                                                                                 | Schleudersitz Martin-Baker MB Mk.10LS                                                                                  |

Anmerkungen
1. ↑  Auf optimaler Flughöhe in Standard-Luftkampf-Konfiguration (4 × MBDA Meteor + 2 × IRIS-T).
2. ↑  Bei einer Waffenlast von ca. 2000 kg.